# Shigueto Yamasaki
Shigueto Yamasaki Júnior (ur. 30 lipca 1966 w São Paulo) – brazylijski judoka. Olimpijczyk z Barcelony 1992, gdzie zajął dziewiętnaste miejsce w wadze ekstralekkiej.
Uczestnik mistrzostw świata w 1991 i 1993. Startował w Pucharze Świata w latach 1989-1992 i 1996. Wygrał igrzyska panamerykańskie w 1991. Brązowy medalista mistrzostw panamerykańskich w 1992. Trzeci na igrzyskach dobrej woli w 1990 roku. 

## Letnie Igrzyska Olimpijskie 1992
| Konkurencja | Eliminacje           | Eliminacje              | Klas. końcowa |
| Konkurencja | Przeciwnik I         | Przeciwnik II           | Miejsce       |
| ----------- | -------------------- | ----------------------- | ------------- |
| 60 kg       | Petr Šedivák (TCH) Z | Piotr Kamrowski (POL) P | 19.           |